# Дефіцит вологості
Дефіцит вологості (від лат. deficit — недостача) — різниця між пружністю насичення (Е) та фактичною пружністю (е) повітря за даного тиску та температури, визначена в мілібарах.
{\displaystyle \Delta E\ =\ E\ -\ e}
Характеризує умови тепловіддачі через випаровування вологи з будь-якої поверхні.